# Линия 3 (Метрополитен Мехико)
Линия 3 метрополитена Мехико — третья линия метрополитена Мехико. На карте метрополитена окрашена в жёлто-зелёный цвет.

## Хронология пусков
- Ноябрь 20, 1970: от Tlatelolco до Hospital General
- Август 25, 1978: от Tlatelolco до La Raza
- Декабрь 1, 1979: от La Raza до Indios Verdes
- Июнь 7, 1980: от Hospital General до Centro Médico
- Август 25, 1980: от Centro Médico до Zapata
- Август 30, 1983: от Zapata до Universidad

## Станции
- Indios Verdes
- Deportivo 18 de marzo
- Potrero
- La Raza
- Tlatelolco
- Guerrero
- Hidalgo
- Juárez
- Balderas
- Niños Héroes
- Hospital General
- Centro Médico
- Etiopía
- Eugenia
- División del Norte
- Zapata
- Coyoacán
- Viveros
- Miguel Ángel de Quevedo
- Copilco
- Universidad